# سیارک ۴۲۷۷
سیارک ۴۲۷۷ (به انگلیسی: 4277 Holubov، نامگذاری:1982AF) چهار هزار و دویست و هفتاد و هفتمین سیارک کشف شده‌است که در ۱۵ ژانویه ۱۹۸۲ کشف شد.
قدر مطلق سیارک برابر ۱۲٫۸۰ است.